# El Peñol (Nariño)
El Peñol è un comune della Colombia facente parte del dipartimento di Nariño.
L'istituzione del comune è del 7 dicembre 1998.